# Сульфид мышьяка(V)
Сульфид мышьяка(V) — бинарное неорганическое соединение мышьяка и серы с формулой As2S5, ярко-жёлтые кристаллы, не растворимые в воде.

## Получение
- Сплавление мышьяка с серой в инертной атмосфере даёт смесь продуктов:

{\displaystyle {\mathsf {As\ {\xrightarrow[{S}]{500-600^{o}C}}\ As_{2}S_{3},As_{2}S_{5},As_{4}S_{4}}}}
- Пропуская сероводород через раствор мышьяковой кислоты:

{\displaystyle {\mathsf {2H_{3}AsO_{4}+5H_{2}S\ {\xrightarrow {}}\ As_{2}S_{5}\downarrow +8H_{2}O}}}
- Осторожное разложение кислотой тетратиоарсената натрия:

{\displaystyle {\mathsf {2Na_{3}[AsS_{4}]+6HCl\ {\xrightarrow {0^{o}C}}\ As_{2}S_{5}\downarrow +6NaCl+3H_{2}S\uparrow }}}

## Физические свойства
Сульфид мышьяка(V) образует ярко-жёлтые кристаллы.
Не растворяется в воде, слабо растворим в сероуглероде.

## Химические свойства
- При нагревании разлагается:

{\displaystyle {\mathsf {As_{2}S_{5}\ {\xrightarrow {90-500^{o}C}}\ As_{2}S_{3}+2S}}}
- Разлагается горячей водой:

{\displaystyle {\mathsf {2As_{2}S_{5}+3H_{2}O\ {\xrightarrow {100^{o}C}}\ As_{2}O_{3}\downarrow +As_{2}S_{3}\downarrow +S\downarrow +3H_{2}S}}}
- Разлагается горячими серной и азотной кислотами:

{\displaystyle {\mathsf {As_{2}S_{5}+15H_{2}SO_{4}\ {\xrightarrow {100^{o}C}}\ 2H_{3}AsO_{4}+20SO_{2}+12H_{2}O}}}
{\displaystyle {\mathsf {As_{2}S_{5}+40HNO_{3}\ {\xrightarrow {100^{o}C}}\ 2H_{3}AsO_{4}+40NO_{2}+5H_{2}SO_{4}+12H_{2}O}}}
- Реагирует с щелочами:

{\displaystyle {\mathsf {4As_{2}S_{5}+24NaOH\ {\xrightarrow {}}\ 3Na_{3}AsO_{4}+5Na_{3}[AsS_{4}]+12H_{2}O}}}
- Окисляется кислородом воздуха при прокаливании:

{\displaystyle {\mathsf {2As_{2}S_{5}+13O_{2}\ {\xrightarrow {300-400^{o}C}}\ 2As_{2}O_{3}+10SO_{2}}}}
- Реагирует с горячей концентрированной перекисью водорода:

{\displaystyle {\mathsf {As_{2}S_{5}+20H_{2}O_{2}\ {\xrightarrow {}}\ 2H_{3}AsO_{4}+5H_{2}SO_{4}+12H_{2}O}}}
- С сульфидами щелочных металлов образует тиоарсенаты:

{\displaystyle {\mathsf {As_{2}S_{5}+3Na_{2}S\ {\xrightarrow {}}\ 2Na_{3}[AsS_{4}]}}}